# Willem Grevijlink

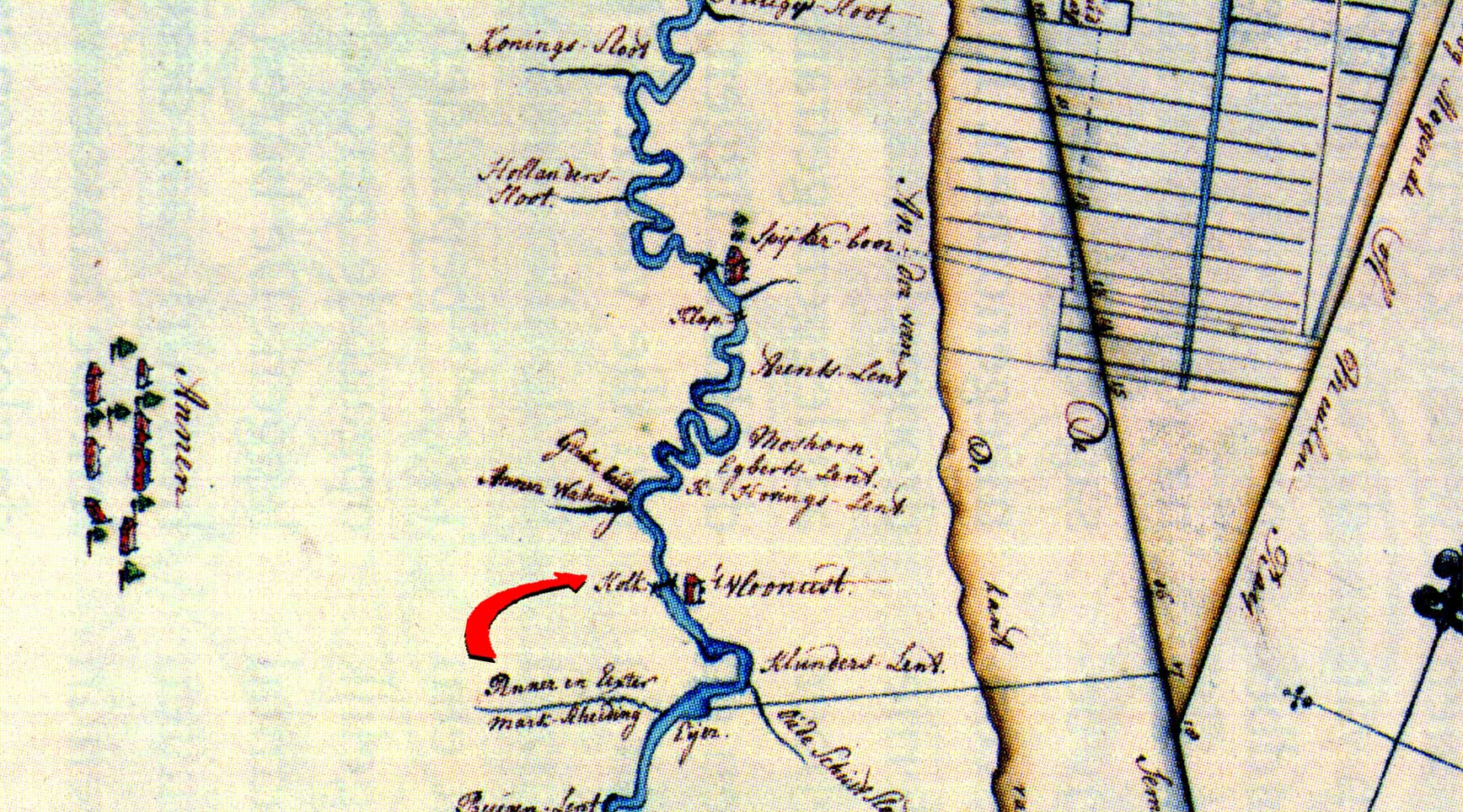
Kaartje van de Hunze in de omgeving van Spijkerboor uit circa 1760, bij Spijkerboor zijn de sluis en de brug (klap) aangegeven

Willem Grevijlink (Groningen, gedoopt 15 juli 1707 - voor juni 1773) was een van de beeldbepalende figuren voor de ontginning van het veengebied  van het Drentse Oostermoer.

## Leven en werk
Grevijlink werd in de Schuitemakersstraat in de stad Groningen geboren als zoon van de scheepstimmerman Jurjen Aaldriks [Grevingh] en Trijntje Willems. Hij trouwde op 23 augustus 1730 in Groningen met de uit Wirdum afkomstige Eelje Steenhuijsen. In 1737 werd Grevijlink benoemd tot verlaatmeester (sluismeester) in Spijkerboor bij de Hunze. Via deze vaarweg werd de turf uit het Drentse veengebied vervoerd naar de stad Groningen. In die tijd een druk benutte vaarweg, waar ruim drie honderd schepen per jaar gebruik van maakten. Grevijlink moest een deel van deze vaarweg bevaarbaar houden, waarvoor hij tol mocht heffen op de passerende schepen. Hij liet in 1747 bij Spijkerboor een brug over de Hunze bouwen en zorgde daarmee voor de verdere economische ontwikkeling van het dorp. Daarnaast was Grevijlink zelf ook participant in de vervening van Oostermoer. Samen met zijn zoon de landmeter, ingenieur en vervener Lambartus Grevijlink was hij een van de oprichters van de Annerveensche Heerencompagnie. Bovendien dreef hij een winkel, een herberg (het  latere café 't Keerpunt) en een scheepswerf.  Hij verkreeg in 1739 een octrooi voor de periode van dertig jaar voor een scheepstimmer- en reparatiewerf aan de Hunze. Hij breidde geleidelijk zijn bezittingen in de Oostermoerse venen verder uit. Hij had een aanzienlijk aandeel in de in 1771 gebouwde korenmolen, de grootste van Drenthe in die tijd.
Met de schippers, die sluipwegen zochten over de Groningse kanalen om de tolheffing te ontlopen, voerde hij moeizame processen. Zijn zoon Lambertus zou later bewerkstelligen dat de Drentse turf afgevoerd mocht worden via het Grevelingskanaal en de Groninger kanalen zonder dat er belasting aan Drenthe betaald behoefde te worden. 
Naast de genoemde Lambertus was een andere zoon van Grevijlink, de zich later Jurrien Grevelink noemde, zeekapitein en equipagemeester van de VOC, die op de buitenplaats Zeerust in Bleiswijk woonde, die hij had gekocht van de baljuw van Bleiswijk.